# Ommatius suntius
Ommatius suntius är en tvåvingeart som beskrevs av H. Oldroyd 1972. Ommatius suntius ingår i släktet Ommatius och familjen rovflugor. Inga underarter finns listade i Catalogue of Life.